# Luciola substriata
Luciola substriata là một loài bọ cánh cứng trong họ Đom đóm (Lampyridae). Loài này được Gorham miêu tả khoa học năm 1880.